# Fédération française de la randonnée pédestre

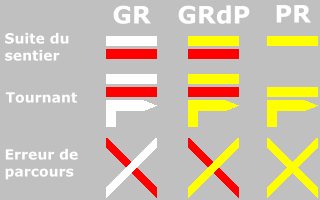
Markierungsschema französischer Wanderwege

Die Fédération française de la randonnée pédestre (FFRandonnée/FFRP) ist ein gemeinnütziger nationaler Dachverband mit Sitz in Paris, dem 3.050 französische Wandervereine oder Clubs mit insgesamt 180.000 aktiven Mitgliedern angeschlossen sind. Der Verband widmet sich der Förderung und Entwicklung des Wandersports und des Ökotourismus und unterstützt Maßnahmen für den Umweltschutz. Zu seinen Aufgaben gehören unter anderem die Unterhaltung und Kennzeichnung der französischen Wanderwege, wobei die Anbringung der Wegzeichen von 6.000 Mitgliedern ehrenamtlich durchgeführt wird, des Weiteren die Schaffung neuer Wanderwege sowie die Publikation von Wanderführern und Wanderkarten.
Die unter ihrer heutigen Bezeichnung seit 1978 existierende Organisation ging aus dem am 22. August 1947 auf Initiative von Jean Loiseau gegründeten Comité national des sentiers de grande randonnée (CNSGR) hervor. Damalige Gründungsmitglieder waren der Touring Club de France, der Club Vosgien, der Club Alpin Français und der Camping Club de France. Im gleichen Jahr begann entlang der Loire die Kennzeichnung des ersten Wanderweges. Dieser wurde später in den Fernwanderweg oder sentier de grande randonnée GR 3 umgewandelt, dessen komplette Ausschilderung 1983 abgeschlossen war.
Heute unterhält der Verband ein Wegnetz mit einer Gesamtlänge von 180.000 km, dessen Strecken sich in die mit unterschiedlichen Wegzeichen gekennzeichneten
- 115.000 km itinéraires de promenade et randonnée genannten Spazier- und Wanderwege, kurz PR, und die
- 65.000 km sentiers de grande randonnée genannten Fernwanderwege, kurz GR, und sentiers de grande randonnée de Pays, kurz GRdP

untergliedern.